# Колонга
Колонга — река в России, протекает по Свердловской области. Исток реки находится у северо-западного подножия горы Большой Брусковой (горный массив Кумба), на территории городского округа Карпинск. Устье Колонги находится по левому берегу реки Вагран в 54 км от его устья, в городе Североуральск. Длина реки составляет 41 км.

## Топоним
Название реки образовано от северомансийского «кол» (дом) и суффикса обладания «нг», то есть «Домовая (река)». В источниках XVIII века зафиксированы и другие формы названия: Квалунква и Куалынка — с тем же значением, но в языке западных манси («квал» — дом).

## Водоток
От истока у горы Большой Брусковой Колонга (в верховьях — Малая Колонга) течёт преимущественно на восток, местами на северо-восток и юго-восток, в сторону Североуральска. Принимает слева приток Северная Колонга, затем Золотушка (16 км от устья, справа) и Баяновка (16 км от устья, слева). У впадения последней в Колонгу расположен посёлок Баяновка. Далее река протекает через прудов на окраине посёлка Покровска-Уральского, принимая приток Исток (справа). На окраине Североуральска река перегорожена плотиной и образует Колонгинское водохранилище. В водохранилище впадают реки Исток (справа) и Бобровка (слева). Устьевые участки этих рек образовали заливы водохранилища. Далее река протекает в бетонном канале по городу до впадения в реку Вагран.
Система водного объекта: Вагран → Сосьва → Тавда → Тобол → Иртыш → Обь → Карское море.

## Данные водного реестра
По данным государственного водного реестра России, Колонга относится к Иртышскому бассейновому округу, водохозяйственный участок реки — Сосьва от истока до водомерного поста у деревни Морозково, речной подбассейн Тобола, речной бассейн Иртыш.
Код объекта в государственном водном реестре — 14010502412111200010011.